# Wolfgang Heinrichs
Wolfgang Alfred Heinrichs (* 9. Februar 1929 in Danzig; † 14. März 1994) war ein deutscher Wirtschaftswissenschaftler.

## Leben
Heinrichs studierte Ökonomie in Rostock und Leipzig; 1951 bis 1963 übte er Lehrtätigkeit aus, zunächst an der Verwaltungsakademie Forst Zinna, dann an der Hochschule für Binnenhandel Leipzig. 1954 promovierte er an der Karl-Marx-Universität Leipzig, 1957 habilitierte er dort mit der Schrift Der staatliche Großhandel in der Deutschen Demokratischen Republik.
1963 übernahm er leitende Aufgaben im Ministerium für Handel und Versorgung der DDR, zunächst als Bereichsleiter, dann als stellvertretender Minister. 1969 bis 1973 war er Rektor der Handelshochschule Leipzig, dann bis 1990 Direktor des Zentralinstituts für Wirtschaftswissenschaften der Akademie der Wissenschaften der DDR.
1976 wurde er korrespondierendes Mitglied, 1987 ordentliches Mitglied der Akademie der Wissenschaften der DDR. Er war Vorsitzender des Nationalkomitees für Wirtschaftswissenschaften der DDR und Vorsitzender des Wissenschaftlichen Rates für Energie- und Materialökonomie, mehrere Jahre war er Mitglied im Exekutivkomitee der Weltföderation der Ökonomen. Er widmete sich besonders den Problemen der sozialistischen Reproduktion und der Veränderung ihrer inneren und äußeren Bedingungen.
Heinrichs war ein Schulfreund von Günter Grass, in dessen Werk Beim Häuten der Zwiebel er namentlich erwähnt und sein Leben skizziert wird.

## Auszeichnungen
- 1977: Orden Banner der Arbeit (Stufe I)[3]
- 1988: Nationalpreis III. Klasse für Wissenschaft und Technik[4]

## Schriften
- Ökonomik des Binnenhandels in der DDR. Die Wirtschaft, Berlin 1961, DNB 451927427.
- (Hrsg.): Gesetzmäßigkeiten der intensiv erweiterten Reproduktion bei der weiteren Gestaltung der entwickelten sozialistischen Gesellschaft. 2 Teile. Akademie-Verlag, Berlin 1976, DNB 550138544.
- (Hrsg.): Grundfragen der sozialistischen Reproduktionstheorie. Dietz, Berlin 1982.
- (Hrsg.): Umfassende Intensivierung und Reproduktionstheorie. Dietz, Berlin 1987, DNB 871340011.